# Farad Cobb
Farad Cobb (West Palm Beach, 5 aprile 1993) è un ex cestista statunitense, professionista in Europa.

## Palmarès
- Alpe Adria Cup: 1

Komárno: 2016-17